# Danh sách tập phim Chainsaw Man
Chainsaw Man là xê-ri anime truyền hình dựa trên loạt manga cùng tên dược viết và minh họa bởi Fujimoto Tatsuki. Series được sản xuất bởi MAPPA, và được công bố vào ngày 14 tháng 12, 2020. Đạo diễn của series là Nakayama Ryū và tổng đạo diễn tập phim là Nakazono Masato, với Seko Hiroshi trong vai trò biên kịch, Sugiyama Kazutaka trong vai trò thiết kế nhân vật và Oshiyama Kiyotaka trong vai trò thiết kế Ác quỷ. Yoshihara Tatsuya là đạo diễn hành động và Takeda Yūsuke chỉ đạo nghệ thuật. Nakano Naomi họa sĩ chỉnh màu chính và Miyahara Yohei thiết kế hình ảnh. Phần âm nhạc được sáng tác bởi Ushio Kensuke. Series được phát sóng trên TV Tokyo và các kênh khác từ ngày 12 tháng 10 đến ngày 28 tháng 12, 2022. Bài hát chủ đề mở đầu là "Kick Back" bởi Kenshi Yonezu, mỗi tập phim có bài hát chủ đề kết thúc khác nhau.
Crunchyroll đã được cấp phép phát sóng series bên ngoài lãnh thổ châu Á và sẽ phát hành bản lồng tiếng Anh vào ngày 25 tháng 10, 2022. Medialink được cấp phép phát sóng tại Châu Á - Thái Bình Dương.

Series chuyển thể 38 chương đầu tiên của manga.

## Danh sách tập phim
| TT. | Tiêu đề                                                                              | Đạo diễn                     | Bảng phân cảnh              | Bài hát chủ đề kết thúc                                             | Ngày phát hành gốc   |
| --- | ------------------------------------------------------------------------------------ | ---------------------------- | --------------------------- | ------------------------------------------------------------------- | -------------------- |
| 1   | "Chó & cưa máy" Chuyển ngữ: "Inu to Chensō" (tiếng Nhật: 犬とチェンソー)             | Nakayama Ryū                 | Nakayama Ryū                | "Chainsaw Blood" bởi Vaundy                                         | 12 tháng 10 năm 2022 |
| 2   | "Đến Tokyo" Chuyển ngữ: "Tōkyō Tōchaku" (tiếng Nhật: 東京到着)                       | Yatabe Tōko                  | Yatabe Tōko Nakasono Masato | "Zanki" (残機) bởi Zutomayo                                         | 19 tháng 10 năm 2022 |
| 3   | "Nơi ở của Nyako" Chuyển ngữ: "Nyāko no Yukue" (tiếng Nhật: ニャーコの行方)          | Tanaka Hironori              | Tanaka Hironori             | "Hawatari 2 Oku-senchi" (刃渡り2億センチ) bởi Maximum the Hormone   | 26 tháng 10 năm 2022 |
| 4   | "Giải cứu" Chuyển ngữ: "Kyūshutsu" (tiếng Nhật: 救出)                                | Yoshihara Tatsuya            | Yoshihara Tatsuya           | "Jōzai" (錠剤) bởi Tooboe                                           | 2 tháng 11 năm 2022  |
| 5   | "Quỷ súng" Chuyển ngữ: "Jū no Akuma" (tiếng Nhật: 銃の悪魔)                          | Takada Yōsuke                | Kamiya Tomomi               | "In the Back Room" (インザバックルーム In za Bakku Rūmu) bởi Syudou | 9 tháng 11 năm 2022  |
| 6   | "Giết Denji" Chuyển ngữ: "Denji o Korose" (tiếng Nhật: デンジを殺せ)                 | Enokido Shun                 | Enokido Shun                | "Dainō-tekina Rendezvous" (大脳的なランデブー) bởi Kanaria          | 16 tháng 11 năm 2022 |
| 7   | "Hương vị của nụ hôn" Chuyển ngữ: "Kisu no Oaji" (tiếng Nhật: キスの味)              | Nakazono Masato              | Nakazono Masato             | "Chu, Tayōsei." (ちゅ、多様性。) bởi Ano                            | 23 tháng 11 năm 2022 |
| 8   | "Nổ súng" Chuyển ngữ: "Jūsei" (tiếng Nhật: 銃声)                                     | Goshozono Shōta Satō Takeshi | Goshozono Shōta             | "First Death" bởi TK from Ling tosite sigure                        | 30 tháng 11 năm 2022 |
| 9   | "Từ Kyoto" Chuyển ngữ: "Kyōto Yori" (tiếng Nhật: 京都より)                           | Tanaka Hironori              | Tanaka Hironori             | "Deep Down" bởi Aimer                                               | 7 tháng 12 năm 2022  |
| 10  | "Nhừ tử" Chuyển ngữ: "Motto Boroboro" (tiếng Nhật: もっとボロボロ)                   | Yoshihara Tatsuya            | Yoshihara Tatsuya           | "Dogland" bởi People 1                                              | 14 tháng 12 năm 2022 |
| 11  | "Nhiệm vụ bắt đầu" Chuyển ngữ: "Sakusen Kaishi" (tiếng Nhật: 作戦開始)               | Nakazono Masato Satō Takeshi | Nakazono Masato             | "Violence" (バイオレンス Baiorensu) bởi Queen Bee                   | 21 tháng 12 năm 2022 |
| 12  | "Katana VS Cưa máy" Chuyển ngữ: "Nihontō VS Chensō" (tiếng Nhật: 日本刀VSチェンソー) | Nakayama Ryū                 | Nakayama Ryū                | "Fight Song" (ファイトソング Faito Songu) bởi Eve                   | 28 tháng 12 năm 2022 |

## Phát hành tại gia
Nhật Bản
| Phần | Phần  | Tập              | Ngày phát hành   | Ghi chú |
| ---- | ----- | ---------------- | ---------------- | ------- |
|      | 1     | 1–3              | 27 tháng 1, 2023 | [ 35 ]  |
| 2    | 4–6   | 24 tháng 2, 2023 | [ 36 ]           |         |
| 3    | 7–9   | 31 tháng 3, 2023 | [ 37 ]           |         |
| 4    | 10–12 | 28 tháng 4, 2023 | [ 38 ]           |         |

## Liên kết mở rộng
- Chainsaw Man tại Crunchyroll
- Danh sách các tập của Chainsaw Man  trên Internet Movie Database